# 王庆三
王庆三（1907年—？），又名王寿恒，蒙古名那苏图，男，蒙古族，卓索图盟喀喇沁左翼旗（今遼寧省喀喇沁左翼蒙古族自治縣）人，中華民國大陸時期內蒙古政治人物。他是特克希卜彦（王宗洛）的胞弟。

## 生平
王庆三是沈阳东北蒙旗师范学校的高材生，据说还曾经在北京大学法商学院学习。1938年，任厚和蒙古学院教导主任，后来改任巴彦塔拉盟检察厅厅长兼厚和高等检察厅厅长。1946年，到张家口参加内蒙古自治运动联合会。后来留在张家口，担任盟旗文化福利委员会文化组组长。中华人民共和国成立后，大概是在内蒙古自治区人民政府参事室任职。